# Johannes Peter Müller
Johannes Peter Müller (Koblenz, 14 juli 1801 - Berlijn, 28 april 1858) was een Duits fysioloog, marien bioloog en vergelijkend anatoom. 

## Biografie
Müller werd geboren in Koblenz en volgde hier het gymnasium. Na zijn schooltijd afgerond te hebben ging hij medicijnen studeren aan de Universiteit van Bonn. Hij sloot deze studie met promotie af in 1822 en ging naar de Universiteit van Berlijn waar hij lezingen van Karl Asmund Rudolphi ging volgen. In 1824 ging hij zich specialiseren in fysiologie en vergelijkende anatomie. Vervolgens gaf hij in de jaren 1833 tot 1840 het Handbuch der Physiologie uit, wat een groot succes was. In 1854 kreeg hij voor zijn belangrijke wetenschappelijke prestaties de Copley Medal van het Royal Society of London.
Op 28 april 1858 werd hij dood in zijn huis in Berlijn gevonden. 

## Werken
- Zur Physiologie des Fötus (1824)
- Zur vergleichenden Physiologie des Gesichtssinns (1826)
- Uber die phantastischen Gesichtserscheinungen (1826)
- Bildungsgeschichte der Genitalien (1830)
- De glandularum secernentium structura penitiori (1830)
- Beiträge zur Anatomie und Naturgeschichte der Amphibien (1832)
- Vergleichende Anatomie der Myxinoiden (1834-1843)
- Handbuch der Physiologie des Menschen, dritte verbesserte Auflage. 2 Bände. (1837-1840)
- Systematische Beschreibung der Plagiostomen (1841), met Friedrich Gustav Jakob Henle
- System der Asteriden (1842), met Franz Hermann Troschel
- Horae ichthyologicae: Beschreibung und Abbildung neuer Fische (1845-1849), met Franz Hermann Troschel

- Bibsys: 7065168
- Biblioteca Nacional de España: XX1374108
- Bibliothèque nationale de France: cb145518122 (data)
- Stuttgart Database of Scientific Illustrators 1450–1950: 5389
- Gemeinsame Normdatei: 118585053
- International Standard Name Identifier: 0000 0001 0928 6082
- Library of Congress Control Number: n84115147
- Nationale Bibliotheek van Letland: 000250529
- Mathematics Genealogy Project: 23194
- Nationale Bibliotheek van Tsjechië: nlk20000079352
- Nationale Bibliotheek van Israël: 987007278406505171
- Nationale Bibliotheek van Polen: a0000003427854
- Nederlandse Thesaurus van Auteursnamen: 073878677
- Réseau des bibliothèques de Suisse occidentale: 02-A016522843
- LIBRIS: 273477
- SNAC: w6v42zsm
- Système universitaire de documentation: 083787143
- Virtual International Authority File: 54387900
- WorldCat: E39PBJgRM8FrHgDQQjycjggkDq

1. ↑  Complete List of Royal Society Fellows 1660-2007; pagina('s): 255.